# Адмірал Нахімов (атомний крейсер)
64°34′35″ пн. ш. 39°48′58″ сх. д. / 64.576317° пн. ш. 39.816043° сх. д.
Важкий атомний ракетний крейсер «Адмірал Нахімов» — радянський / російський атомний ракетний крейсер проекту 1144.2М «Орлан». Раніше, до 1992 року, мав назву «Калінін».
Корабель 1-го рангу входить до складу Північного флоту ВМФ Росії, бортовий номер 080. З 1999 року знаходиться на ремонті та модернізації (фактично модернізація крейсера почалася тільки через 14 років, в 2013 році), повернення корабля на бойову службу намічено на кінець 2023.

## Історія
Закладено 17 травня 1983 року;
25 квітня 1986 року спущений на воду;
30 грудня 1988 року став до ладу.
22 квітня 1992 року перейменований на «Адмірал Нахімов».
У липні 1997 року перехід до місця ремонту. 14 серпня 1999 року поставлено на ремонт та модернізацію на підприємстві Севмаш у Сєвєродвінську; у рамках ремонту та модернізації крейсера планувалася заміна морально застарілого радіоелектронного обладнання. Передбачалося, що на кораблі встановлять сучасні цифрові системи, які дозволять вивести радіоелектроніку крейсера сучасний на рівень.
У 2008 році план ремонту було відкориговано, що дозволило форсувати модернізацію: так, вже у вересні почалося вивантаження відпрацьованого ядерного палива. У 2012 році закінчено підготовчі роботи та проектування нового вигляду корабля.
13 червня 2013 року «Севмаш» уклав контракт із Міністерством оборони РФ на ремонт та модернізацію крейсера, з поверненням його до бойового складу флоту у 2018 році. З грудня 2013 року на кораблі розпочалися роботи з монтажу систем технологічного забезпечення ремонтних робіт, а також вивантаження та дефектація обладнання.
24 січня 2014 прес-служба «Севмаша» повідомила, що корабель готується до переходу в наливний басейн, і це буде основним завданням на 2014 рік — корабель буде піднятий за допомогою чотирьох спеціально виготовлених для цього понтонів для переводу через поріг батопорту. 4 лютого було завершено будівництво першого понтону із 4-х запланованих. Для заведення корабля в наливний басейн також буде використано ще два додаткові понтони з блоків, які були застосовані при постановці в док авіаносця "Вікрамадіт*я ". За інформацією на 4 червня 2014 року були встановлені понтони на доковий опорний пристрій, де проведено їх доопрацювання; 10 липня виготовлено 2-й понтон. 24 жовтня крейсер завели до наливного басейну «Севмаша».
30 січня 2015 року крейсер підготували до вогневих робіт, продовжувався демонтаж внутрішніх корпусних конструкцій. 
2 листопада 2015 р. закінчено демонтаж старого обладнання; розпочалася підготовка до прийому нового обладнання.
Станом на весну 2021 року, Севмаш планує провести швартовні випробування в 2021, а повернення корабля на бойову службу намічено на 2023.
Таким чином корабель був у строю 9 років і 26 років у ремонті, з них лише 10 у активному ремонті.
Вартість всіх робіт з ремонту (чи то з модернізації) на "Адмірал Нахімов" станом на серпень 2023 р. вже сягла понад 200 млрд рублів. Згідно остаточного плану (станом на серпень 2023 р.), після модернізації, крейсер має отримати 80 універсальних пускових шахт УКСК 3С14, які призначені для запуску крилатих ракет "Калібр", протикорабельних ракет "Онікс", а також нібито гіперзвукової ракети "Циркон". Для захисту від повітряних загроз мають встановити С-300 "Форт-М" та "Панцирь-М". Термін завершення робіт 2024 року.
Вихід у море, який було заплановано на 15 листопада 2024 року, перенесено на невизначений термін, але не раніше весни 2025.

## Командири
- Капітан 1-го рангу Чеботарьов Валерій Михайлович 1986—1989 гг.
- Капітан 1-го рангу Галанін Анатолій Федорович 1989—1994 гг.
- Капітан 1-го рангу Суханов Леонід Вікторович 1994—1998 гг.
- Капітан 2-го рангу Турилін Олександр Васильович 1998—1999 гг.
- Капітан 1-го рангу Халевін Андрій Юрійович 1999—2003 гг.
- Капітан 1-го рангу Васильченко Геннадій Олександрович 2003—2016 рр.

## Зображення

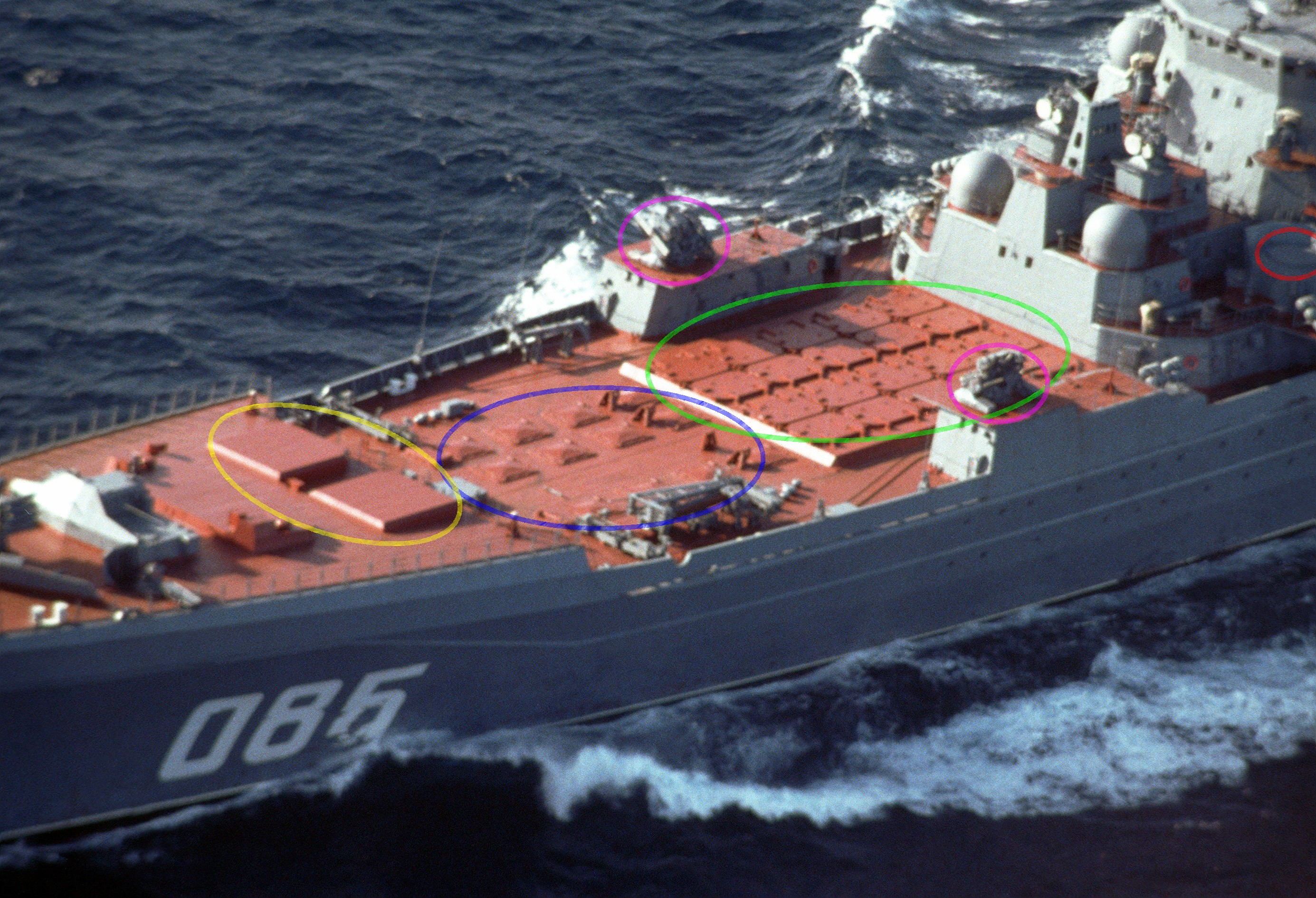
Пускові установки крейсера